# Savisaari (ö i Finland, Södra Savolax, S:t Michel, lat 62,19, long 26,68)
Savisaari är en ö i Finland. Den ligger i sjön Ylemmäinen och i kommunen Kangasniemi i den ekonomiska regionen  S:t Michel och landskapet Södra Savolax, i den södra delen av landet, 240 km norr om huvudstaden Helsingfors. Öns area är 12,4 hektar och dess största längd är 0,6 kilometer i nord-sydlig riktning.